# 邪靈

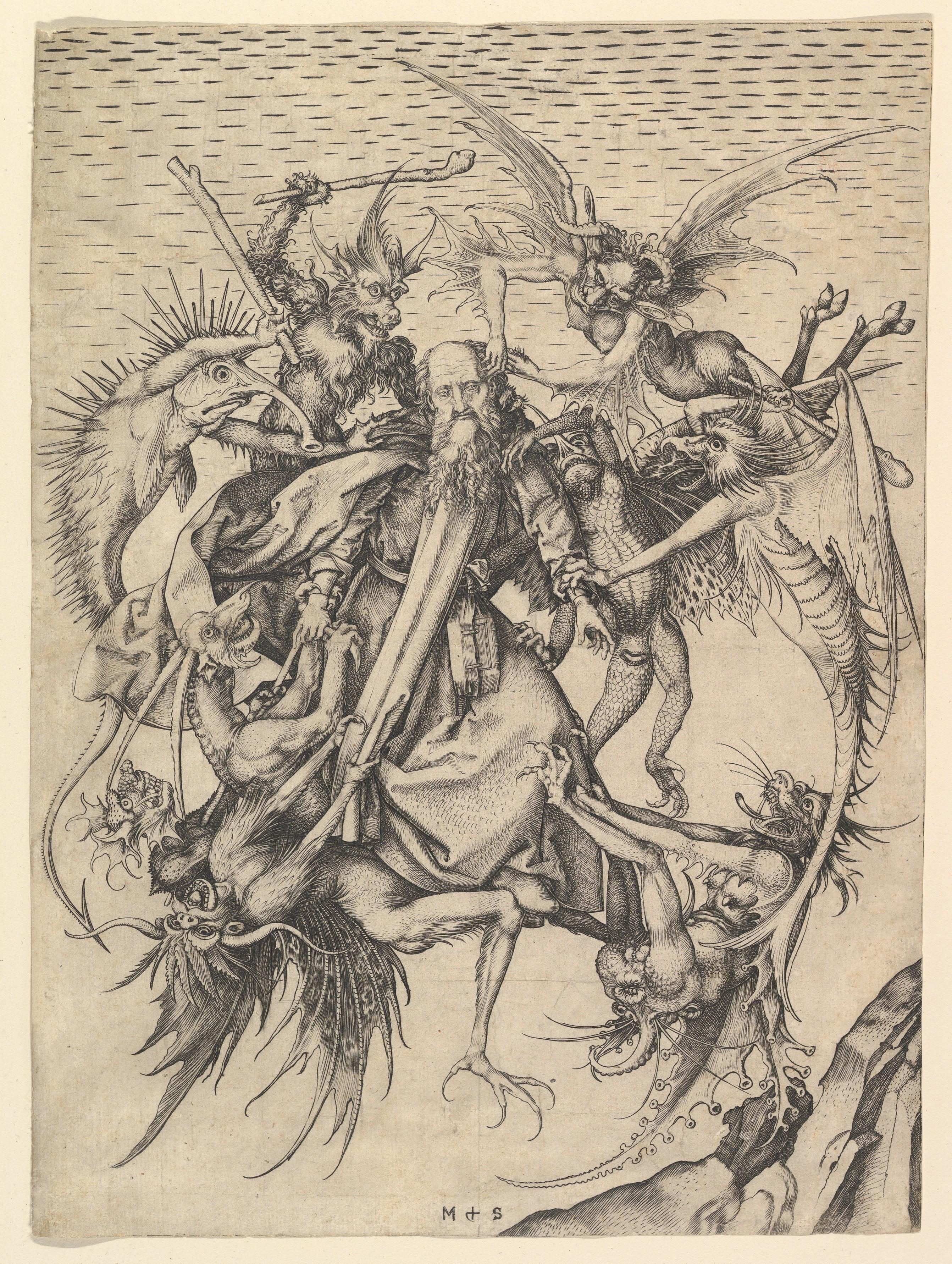
聖安東尼被惡魔糾纏，馬丁·施恩告爾，1480年代

邪灵，或恶灵指邪惡的灵体包括鬼魂，以及魔鬼等，在不少宗教以及世界各地的民間信仰中也有提到。一般人自古便相信有邪惡的精靈與惡靈存在，而多神教信仰地區也有許多這種信仰。
其词语“demon”源自希腊语“daimon”，该字词在古希腊有人类魂魄或邪恶的附身灵的意思。
佛教亦有惡鬼一詞。

## 文学作品中
奇幻小说等文学作品常会为了表现宏大的、有史詩感的矛盾冲突而使用恶魔的意象。在这类作品中，恶魔被描写为神及天使的对立面，但并不一定是邪恶的。
《神曲》、《失乐园》等名著中也出现了恶魔的形象。这类作品中的恶魔比较接近基督教的描述。

## 影视作品中
许多美国电影使用神与恶魔交战的题材或恶魔残害人类的题材。这类作品中的恶魔是强大的怪物，但不一定有多少宗教元素。
美式漫画《再生侠》等改编的电影中，恶魔的形象比较接近基督教的描述，是长有角和蝙蝠状翅膀的怪物，常常被描述为地狱的统治者。

## ACG作品中
有極多的ACG作品中出现了身为恶魔的角色。但因ACG作品幾乎都源自已世俗化的日本，所以这类作品往往打破原有的善恶设定，推翻許多宗教的價值觀和傳統的信念，把恶魔描述为有人类的感情，有些甚至敢于挑战神的权威，而把天使甚至神设定为真正的邪恶。

## 电子游戏
电子游戏中的恶魔往往作为頭目或強大的召喚獸等出場，或者可以作爲玩家的夥伴。
- 《惡魔獵人系列》
- 《周五放克夜》（作爲玩家的女友）

### 引用
1. ↑  『広辞苑 第四版』『広辞苑　第五版』
2. ↑  Ghost （页面存档备份，存于）, entry in The American Heritage Dictionary of the English Language, Fourth Edition, Copyright © 2000, Houghton Mifflin Company, hosted at dictionary.com （页面存档备份，存于）
3. ↑  健部伸明. . 奇幻基地. 2021年1月5日: 163. ISBN 9789869976619.
4. ↑  草野巧. . 宗教. 奇幻基地. 2013/08/03: 8–9. ISBN 9789865880460.